# Saint-Martin-de-Nigelles
Saint-Martin-de-Nigelles és un municipi francès, situat al departament de l'Eure i Loir i a la regió de Centre – Vall del Loira. L'any 2007 tenia 1.565 habitants.

## Demografia

### Població
El 2007 la població de fet de Saint-Martin-de-Nigelles era de 1.565 persones. Hi havia 528 famílies, de les quals 80 eren unipersonals (24 homes vivint sols i 56 dones vivint soles), 160 parelles sense fills, 264 parelles amb fills i 24 famílies monoparentals amb fills.
La població ha evolucionat segons el següent gràfic:
Habitants censats

### Habitatges
El 2007 hi havia 643 habitatges, 556 eren l'habitatge principal de la família, 64 eren segones residències i 23 estaven desocupats. 631 eren cases i 7 eren apartaments. Dels 556 habitatges principals, 530 estaven ocupats pels seus propietaris, 22 estaven llogats i ocupats pels llogaters i 4 estaven cedits a títol gratuït; 2 tenien una cambra, 11 en tenien dues, 50 en tenien tres, 138 en tenien quatre i 355 en tenien cinc o més. 484 habitatges disposaven pel capbaix d'una plaça de pàrquing. A 198 habitatges hi havia un automòbil i a 339 n'hi havia dos o més.

### Piràmide de població
La piràmide de població per edats i sexe el 2009 era:
| Homes | Edats   | Dones |
| ----- | ------- | ----- |
| 0     | 95 o +  | 2     |
| 0     | 90 a 94 | 0     |
| 1     | 85 a 89 | 12    |
| 2     | 80 a 84 | 7     |
| 16    | 75 a 79 | 6     |
| 10    | 70 a 74 | 25    |
| 19    | 65 a 69 | 17    |
| 32    | 60 a 64 | 28    |
| 41    | 55 a 59 | 48    |
| 62    | 50 a 54 | 48    |
| 68    | 45 a 49 | 65    |
| 36    | 40 a 44 | 38    |
| 40    | 35 a 39 | 44    |
| 51    | 30 a 34 | 43    |
| 16    | 25 a 29 | 27    |
| 29    | 20 a 24 | 29    |
| 44    | 15 a 19 | 38    |
| 41    | 10 a 14 | 23    |
| 36    | 5 a 9   | 51    |
| 49    | 0 a 4   | 25    |

## Economia
El 2007 la població en edat de treballar era de 1.030 persones, 801 eren actives i 229 eren inactives. De les 801 persones actives 746 estaven ocupades (391 homes i 355 dones) i 55 estaven aturades (28 homes i 27 dones). De les 229 persones inactives 96 estaven jubilades, 77 estaven estudiant i 56 estaven classificades com a «altres inactius».

### Ingressos
El 2009 a Saint-Martin-de-Nigelles hi havia 559 unitats fiscals que integraven 1.563,5 persones, la mediana anual d'ingressos fiscals per persona era de 24.509 €.

### Activitats econòmiques
Dels 26 establiments que hi havia el 2007, 1 era d'una empresa de fabricació d'altres productes industrials, 7 d'empreses de construcció, 3 d'empreses de comerç i reparació d'automòbils, 1 d'una empresa de transport, 2 d'empreses d'informació i comunicació, 9 d'empreses de serveis, 2 d'entitats de l'administració pública i 1 d'una empresa classificada com a «altres activitats de serveis».
Dels 5 establiments de servei als particulars que hi havia el 2009, 1 era un paleta, 1 guixaire pintor, 2 fusteries i 1 lampisteria.
L'any 2000 a Saint-Martin-de-Nigelles hi havia 9 explotacions agrícoles que ocupaven un total de 800 hectàrees.

## Equipaments sanitaris i escolars
El 2009 hi havia una escola elemental.

## Poblacions més properes
El següent diagrama mostra les poblacions més properes.